# Tom Feeney

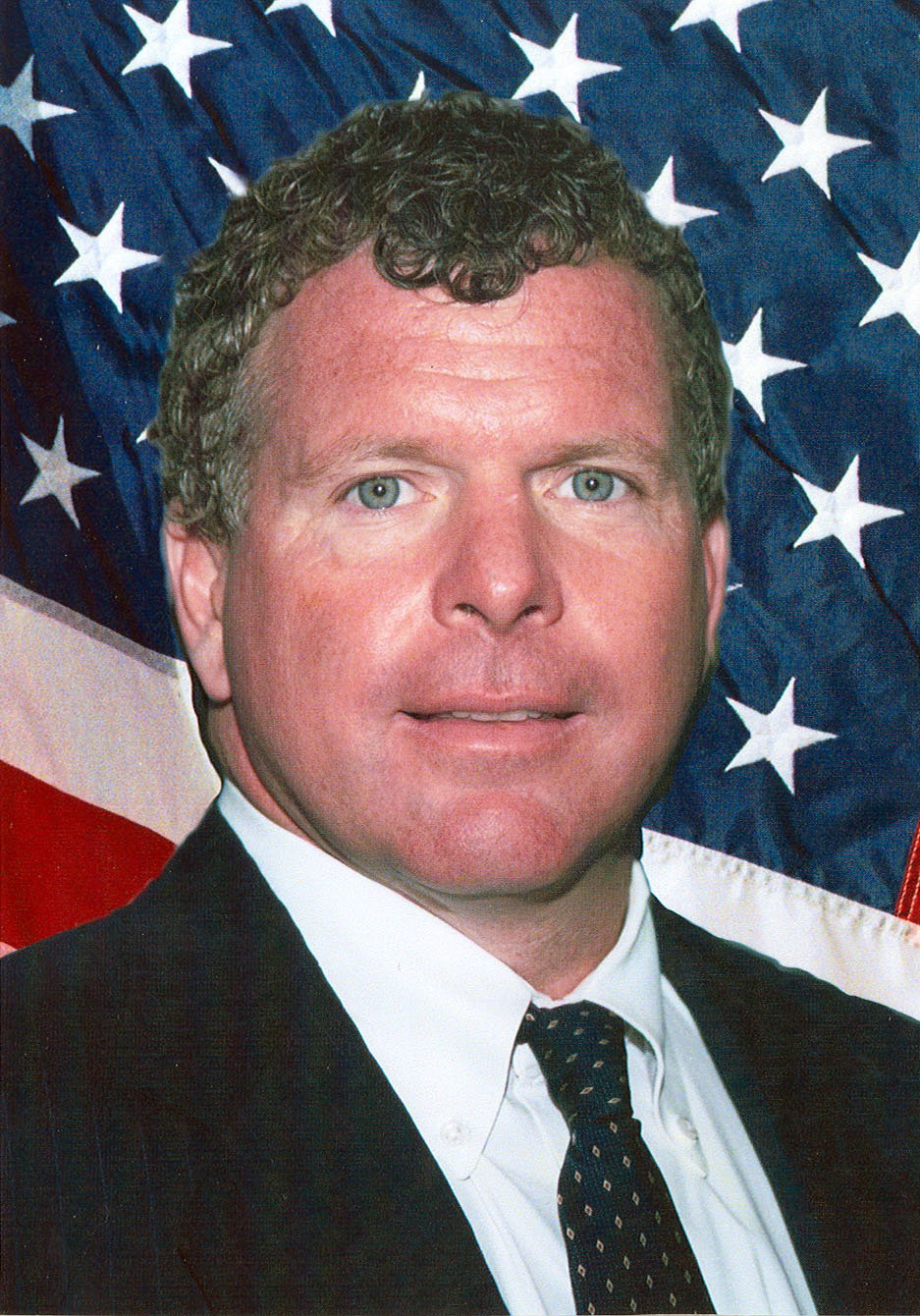
Tom Feeney

Thomas Charles „Tom“ Feeney III (* 21. Mai 1958 in Abington, Pennsylvania) ist ein US-amerikanischer Politiker. Zwischen 2003 und 2009 vertrat er den Bundesstaat Florida im US-Repräsentantenhaus.

## Werdegang
Tom Feeney besuchte bis 1980 die Penn State University. Nach einem anschließenden Jurastudium an der University of Pittsburgh und seiner im Jahr 1983 erfolgten Zulassung als Rechtsanwalt begann er in Oviedo, einem Vorort von Orlando in Florida, in seinem neuen Beruf zu arbeiten. Gleichzeitig schlug er als Mitglied der Republikanischen Partei eine politische Laufbahn ein. Zwischen 1990 und 1994 sowie nochmals von 1996 bis 2002 saß er als Abgeordneter im Repräsentantenhaus von Florida, dessen Präsident er im Jahr 2000 als Nachfolger von John E. Thrasher war. 1994 kandidierte er erfolglos für das Amt des Vizegouverneurs von Florida.
Bei den Kongresswahlen des Jahres 2002 wurde Feeney im damals neugeschaffenen 24. Wahlbezirk von Florida in das US-Repräsentantenhaus in Washington, D.C. gewählt, wo er am 3. Januar 2003 sein neues Mandat antrat. Nach zwei Wiederwahlen konnte er bis zum 3. Januar 2009 drei Legislaturperioden im Kongress absolvieren. Diese waren von den Ereignissen des Irakkrieges und dessen Folgen geprägt. Feeney galt als einer der konservativsten Kongressabgeordneten. Er war Mitglied im Finanzausschuss, im Justizausschuss und im Ausschuss für Wissenschaft und Technologie sowie in sechs Unterausschüssen. Im Jahr 2006 wurde ihm Korruption durch Annahme von Geschenken vorgeworfen. Bereits im August 2003 geriet er in die Schlagzeilen, als er eine Reise nach Schottland zu einem Golfturnier von dem später wegen Korruption verurteilten Lobbyisten Jack Abramoff bezahlt bekam.
Bei den Kongresswahlen des Jahres 2008 unterlag Tom Feeney der Demokratin Suzanne Kosmas. Er ist mit Ellen Stewart verheiratet und lebt privat in Oviedo.